# Daniel Hechler
Daniel Hechler (ur. 5 sierpnia 1976) – niemiecki lekkoatleta specjalizujący się w biegach płotkarskich i sprinterskich. 
Największy sukces w karierze odniósł w 1995 r. w węgierskim mieście Nyíregyháza, zdobywając na mistrzostwach Europy juniorów złoty medal w biegu na 400 metrów przez płotki (uzyskany czas: 50,42).
W lekkoatletycznych mistrzostwach Niemiec na otwartym stadionie zdobył łącznie 3 medale (wszystkie w sztafecie 4 × 400 m) – złoty (2000) oraz 2 srebrne (1999, 2001). Był również halowym mistrzem Niemiec w sztafecie 4 × 400 m (2000).
Rekordy życiowe: bieg na 400 m – 47,04 (31 lipca 1999, Wipperfürth), bieg na 400 m ppł – 50,42 (29 lipca 1995, Nyíregyháza).